# 海南破布叶
海南破布叶（学名：Microcos chungii）是锦葵科布渣叶属的植物，为中国的特有植物。分布在中国大陆的海南等地，多生在山地疏林及密林中，目前尚未由人工引种栽培。